# Gin Rummy

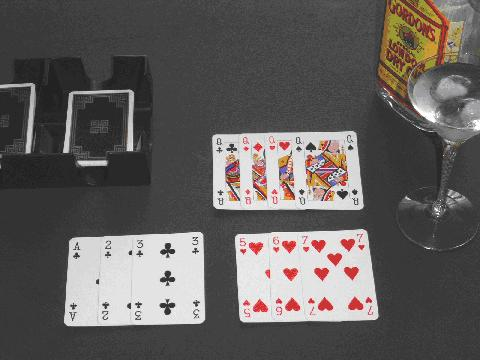
Una mano de Gin Rummy. Dos escaleras o secuencias y una combinación o trío.

Gin Rummy (o abreviado como gin) es un sencillo y popular juego de naipes de origen estadounidense creado por Elwood T. Baker en 1909. Pueden jugar de dos a cuatro jugadores, aunque el número ideal para una partida es de dos jugadores. El Gin fue creado con la intención de ser más rápido que el estándar rummy, pero no tan espontáneo como el knock rummy.

## Objetivo
El juego consiste en armar combinaciones que, como mínimo, deben estar formadas por tres cartas iguales (del mismo valor) o por tres cartas consecutivas del mismo palo.
- Un grupo son tres o cuatro cartas del mismo valor. Por ejemplo: 7♠ 7♦ 7♥.
- Una escalera es una sucesión consecutiva de tres o más cartas del mismo palo. Por ejemplo: 2♦ 3♦ 4♦ 5♦ 6♦.

No es posible utilizar una única carta para cumplir los requisitos de más de una serie. Es decir, una carta sólo puede formar parte de una única serie.

## Baraja
El gin se juega con una baraja inglesa de 52 cartas, sin comodines. Cada carta tiene un valor asociado:
- Palos altos J, Q y K valen 10 puntos.
- Ases valen 1 punto.
- El resto, toman el número como valor.

Los ases pueden utilizarse para formar escaleras con los palos altos. Es decir que la combinación A♥ 2♥ 3♥ es válida, pero A♥ K♥ Q♥ también lo es.

## Desarrollo
Se reparten diez cartas entre todos los participantes,terminado el reparto, se retira y da vuelta a la carta superior de la pila, quedando a la vista de todos los jugadores, y así comienza la partida.
El siguiente jugador decidirá si tomar o no la carta volteada. En caso de hacerlo, deberá reemplazarla por otra carta de su mazo (no podrá ser la misma que tomó). Si no, podrá tomar una carta oculta de la pila. En el caso de que la carta que se haya robado no le interese al jugador, este podrá colocarla directamente en el montón de descarte.
Cuando un jugador muestra sus cartas termina el juego parcial. Los oponentes también deben enseñar sus combinaciones, y si el juego finalizó en knock tienen la posibilidad de colocar las cartas sin aparear en las combinaciones del jugador que ha abatido (posibilidad que no tiene el jugador que hizo knock).
Esta posibilidad es sólo la de colocar las cartas en las combinaciones expuestas por el jugador que finalizó, no de aprovechar sus cartas para hacer otras combinaciones. Por ejemplo, si el jugador que abatió tiene una escalera 5♦ 6♦ 7♦ y su oponente tiene los pares 6♥ 6♠ y 7♥ 7♠, no podrá tomar las cartas de la escalera para combinar sus parejas y formar tríos, que serían combinaciones válidas.

### Knock y gin
El juego únicamente podrá acabar cuando un jugador arme una combinación válida de cartas. Hay dos modalidades:
- El knock implica cerrar el juego sin haber terminado de ligar las diez cartas de la mano. Para poder hacerlo, es necesario que la suma de las cartas que quedan sin ligar no supere los diez puntos.
- El gin consiste en haber combinado las diez cartas de la mano.

El procedimiento en ambos casos, consiste en colocar la undécima carta bocabajo y cantar knock o gin según corresponda. A continuación deberá mostrar todas sus cartas a los contrincantes.

## Puntuación
El jugador que hace gin gana el juego parcial y recibe 20 puntos, más el valor de las cartas sin combinar de los contrincantes.
En cambio, el jugador que hace knock puede ganar o perder, según sea el valor de las cartas que le queden sin combinar y el valor de las cartas sin combinar del contrario. El jugador que gana el juego se anota la diferencia entre el valor de las cartas de las dos manos. Si gana el jugador que no hizo knock, recibe además 10 puntos extras. Este jugador también recibe los 10 puntos en caso de empate entre el valor de las cartas de los dos jugadores.